# (1708) Pólit
(1708) Pólit est un astéroïde de la ceinture principale.

## Description
(1708) Pólit est un astéroïde de la ceinture principale. Il fut découvert le 1er décembre 1929 à Barcelone par Josep Comas i Solà. Il présente une orbite caractérisée par un demi-grand axe de 2,91 UA, une excentricité de 0,31 et une inclinaison de 6,0° par rapport à l'écliptique.

## Nom
Cet astéroïde a été nommée en mémoire du deuxième directeur de l'observatoire Fabra de Barcelone, Isidre Pòlit i Boixareu (ca) (1880-1958), astronome assidu des planètes et des astéroïdes.

## Compléments